# Mihovil Pavlek Miškina
Mihovil Pavlek – Miškina (Đelekovec kod Koprivnice, 24. rujna 1887. – logor Jasenovac ili logor Stara Gradiška, 30. lipnja ↓1 1942.), bio je hrvatski književnik, političar, član Hrvatske seljačke stranke.

## Životopis
Mihovil Pavlek – Miškina rodio se u Đelekovcu kod Koprivnice 1887. godine. U rodnom selu završio je 5 razreda osnovne škole, ali svojom bistrinom izrastao je u predstavnika narodne inteligencije svoga doba i borca za socijalnu pravdu. Tijekom Prvoga svjetskog rata Miškina je služio u XVI. infanterijskoj regimenti u Bjelovaru jer radi slabog vida nije mogao biti poslan na bojište.

### Ime
Miškina nije nadimak, nego oblik imena. U tom dijelu Podravine čest je običaj da se muško ime izgovara u augmentativu, a prezime u posvojnom pridjevu, npr. Zdravko Tišljar - Zdravkina Tišljarov. Tako je i Miško (službeno: Mihovil) Pavlek za suseljane bio Miškina Pavlekov.

### Politička djelatnost
Miškina se aktivnije uključuje u politiku 1925. godine, kada se kandidirao na izborima Hrvatske seljačke republikanske stranke kao zamjenik Pavlu Dombaju iz Drnja koji se kandidirao u kotaru Ludbreg. Jedno vrijeme bio je i načelnik općine Đelekovec. Politikom se počeo ozbiljnije baviti 1935. godine i ponovno se kandidirao na izborima 5. svibnja 1935. godine kada je dobio u koprivničkom kotaru 10.133 glasova. Sljedeći puta kandidirao se na izborima 11. prosinca 1938. godine kada je izašlo je na koprivničkom području 80,23 % upisanih birača kojih je bilo 17.654 a 12.452 je glasalo za listu dr. Mačeka odnosno Miškinu. Ni na izborima iz 1935. ni 1938. godine nije bio izabran u skupštinu jer je izborni zakon bio takav da je zastupnikom proglašen provladin kandidat, iako nije dobio mnogo glasova.

### NDH
Miškina je već prije 1941. godine bio na meti ustaških emigranata. Tako je ustaški emigrant iz Koprivnice Martin Nemec 1939. godine poručio Miškini neka ih ne čeka jer da će se s njime obračunati. Nakon proglašenja NDH, ustaška je vlast krenula s pristupanjem mjesnih organizacija HSS-a u ustaški pokret a u Koprivnici je došlo do sukoba nekih članova stranke s proustaškim dijelom HSS-a koje je željelo preuzeti Gradsko poglavarstvo. Želeći neposredno od Mačeka dobiti daljnje smjernice za rad, u Zagreb su se uputili Miškina, Stjepan Prvčić i Tomo Čiković ali u Zagrebu nisu uspjeli doći u dodir ni s kim iz užega vodstva stranke. Po povratku, Povjerenstvo Glavnog ustaškog stana za Koprivnicu, na čijem je čelu bio ustaški povratnik Nemec, već od 26. travnja 1941. godine ograničilo mu je kretanje samo na područje đelekovečke općine. Nekoliko su puta Miškinu i njegove suradnike ustaše zatvarali i zatim puštali ne bi li ih natjerali da pristupe ustaškom pokretu. U srpnju su uhićeni Miškina, Franjo i Tomo Gaži te Stjepan Prvčić, članovi Kotarske organizacije HSS-a i u zatvoru su proboravili više od mjesec dana bez ikakva saslušanja.

Iako su se neki ustaše zauzimali za njegovo puštanje (22. srpnja 1941. godine, koprivničko izaslanstvo kod poglavnika Ante Pavelića pod vodstvom doglavnika Andrije Betlehema) to mu nije pomoglo te je ponovno uhićen pod optužbom prokomunističke djelatnosti. Dne 9. svibnja 1942. godine je uhićen, a sutradan, 10. svibnja, odveden je u Koncentracijski logor Jasenovac.
»U ustaškim je krugovima bilo različitih gledanja na Miškinin slučaj. To nam nedvojbeno kazuje pismo ustaškog logornika Mije Uđbinca, upućeno 22. veljače 1943. ustaškom stožeru u Bjelovar: "U njegovu ga kotaru jedni jako hvale, drugi kude. Najviše ga možda kudi g. Ivan Kraljić, seljak iz Koprivnice, Radićev narodni zastupnik prije Miškine. No, za Kraljića se može primietiti, da od naroda nema nikoga za sobom. Slično ga kude i svi oni koji stoje pod uplivom Kraljićevim. Drugi pak Miškinu hvale. Istina je po svojoj prilici negdje u sredini. Miškina nije komunista boljševik, ali u pitanju, koga Hrvati moraju više voljeti: Nijemce ili Ruse, on odgovara Ruse… Ustaški je pokret podupirao u vrijeme najjače diktature, narod pripravljao na borbu… Ponovno iznosim svoje mišljenje, da Miškina Jasenovac nije zaslužio….«

### Smrt
Još se ne zna sa sigurnošću gdje je točno ubijen, u Koncentracijskom logoru Jasenovac ili logoru Stara Gradiška, a ubili su ga ustaše.
»Kao službeno mjesto Miškinina ubojstva navodi se logor Jasenovac, a kao dan vjerojatno 6. lipnja 1942. godine. No povjesničar dr. sc. Davor Kovačić u svojim istraživanjima navodi da je Miškina bio jedna od najpoznatijih osoba zatočenih u logoru Stara Gradiška te dokazuje da je on tamo i ubijen. Prema njemu, “bivši logoraš Šime Klaić smatra da su Miškinu ubili Nikola Gagro i Dinko Šakić 5. i 10. srpnja 1942. godine u Staroj Gradiški, a to su mu potvrdili, kako je rekao, i neki ustaše koji su se hvalili kako znaju o tome. Klaić je također rekao da su logoraši bili ustašama ‘divljač za odstrijel’ jer su ih mogli ubijati kako god su htjeli, a da zbog toga nikome ne odgovaraju.” I još jedan detalj navodi: „Pojedini preživjeli zatočenici i danas tvrde kako su čuli da je Miškina ubijen u Jasenovcu, zajedno sa slikarom iz Sarajeva Danijelom Ozmom.«

## Književno stvaralaštvo
Začetnik je književne misli i predvodnik grupe seljaka-pisaca u Hrvatskoj. Pisati je počeo kao zreo čovjek. Pisao je pjesme, crtice, pripovijetke, članke, brošure. Objavljivao je u raznim dnevnicima, tjednicima, časopisima, kalendarima: Božićnica (kalendar), Dom, Evolucija, Hrvatska revija, Hrvatsko selo, Napredak, Napretkova božićna/uskrsna knjiga, Narodno kolo,  Razgovor, Republika, Savremenik, Seljačka prosvjeta, Seljačka sloga, Slobodni dom, Varaždinske novosti i inima.
U svojim prozama sa seoskom tematikom izražava protest protiv društvene nepravde. Njegove pjesme pretežno su retorične i prigodne, bez snažnog realizma, ali sa socijalnim mislima. Šime Vučetić ističe da su Pavlekove kajkavske pjesme (prvi put kao ciklus zajedno objavljene u 115. knjizi edicije Pet stoljeća hrvatske književnosti) najbolji dio njegovog pisanja i pjevanja. Svoj život u mladosti i početak književnog stvaranja opisao ukratko u Zborniku hrvatskih seljaka (1937).
Prvi Pavlekov književni sastav bio je "Nekrolog" Antunu Radiću. Potpisao ga je pseudonimom Miškina bojeći se da mu se tko ne naruga zbog pisanja. "Pod tim je imenom postao omiljen i poznat u Hrvatskoj i izvan nje." (Franjo Gaži). Književnik Zvonimir Kulundžić napisao je o njemu knjigu Miškina, presjek kroz stvarnost hrvatskog sela od Khuen-Héderváryja do poglavnika.

## Djela
- Za svojom zvijezdom, Seljačka sloga, Zagreb, 1926.
- Trakavica, Binoza, Zagreb, 1935.
- Dva naša najveća pokojnika, Braća Loborec, Koprivnica, 1936.
- Seljaštvo se zaštićuje samo, i to u seljačkoj slozi duhovno, u Gospodarskoj slozi materijalno, 1936.
- Početak hrvatskog seljačkog pokreta, Dom Stjepana Radića, Zagreb, 1936.
- Krik sela, Tisak Zaklade tiskare Narodnih novina, Zagreb, 1937.
- Narod i inteligencija, Mala biblioteka "Seljačke mladice", Konzorcij Seljačke Matice, Zagreb, 1937.
- Zašto hrvatski seljak nije komunist, Hrvatski tiskarski zavod, Zagreb, 1938. (rpr., Ogranak Matice hrvatske, Koprivnica, 1992. )
- Gopcu, letak, 1938.
- Stara i nova gospoda, Loborec, Koprivnica, 1939.
- Sabrana književna djela, ur. Zvonimir Kulundžić, Ogranak Matice hrvatske, Koprivnica, 1968.
  - Knjiga I, Proza I (Umjesto predgovora; Antimilitaristički motivi; Ezopovski motivi; Crtice i zapisi; Bilješke)
  - Knjiga II, Proza II (Socijalni motivi; Bilješke)
  - Knjiga III, Poezija; Dodatak: razni prilozi (Dah sela; Za domovinu i pravicu; Sam sa sobom; Mrtvoj drugarici; Mali radosni odjeci; Fragmenti igrokaza; Autobiografski zapisi; Pisma i intervjui)
- Izabrana djela / Mihovil Pavlek Miškina, Ive Čaće, Stevan Galogaža, Zlatko Gorjan, Jakov Sekulić, Stjepan Pulišelić, prir. Šime Vučetić, Pet stoljeća hrvatske književnosti, knj. 115, Nakladni zavod Matice hrvatske, Zagreb, 1985.
- Miškinina čitanka: u povodu stote obljetnice rođenja Mihovila Pavleka Miškine, ur. Božena Loborec, Muzej grada Koprivnice, Koprivnica, 1987.

Mala enciklopedija Prosveta spominje i djela "Pesme o Matiji Gupcu"; "Bratu radniku"; "I mi smo ljudi"; "Invalidu".

### Pripovijetke i pjesme
- Zbirka Trakavica objavljena je i 1946. godine u izdanju zagrebačke "Seljačke sloge" s predgovorom Franje Gažija[napomene 1] i autorovim portretom Mirka Viriusa. Zbirka sadrži ove pripovijetke (abecednim redom): "Bez naslova", "Dvije smrti", "Godišnji sajam", "Granje", "Guske", "Kad netko treba radnika", "Kako sam počeo pisati", "Krt", "Naprijed", "Naša stara kobila", "Potkova", "Trakavica", "U jesen", "Zemlja", "Ždrijebe".

- U 115. knjizi edicije Pet stoljeća hrvatske književnosti objavljen je izbor pripovijedaka iz zbirke Za svojom zvijezdom: "A djeca?", "Dva Božića na fronti", "Husar", "Na straži", "U brizi za budućnost", "U samici", "Zapisi iščeznuloga", "Za svojom zvijezdom".

- Naslovi nekih njegovih pjesama:

"Cuzeku", "Gobcu", "Orjem", "Pramaletje", "Proletje", "Sanje", "Sonce", "Rožici", "Vehneju...", "Vi", "I mi smo ljudi..."

## Primjeri radova
| Oče naš | Crveni makovi | Pesnik in puntar |
| --- | --- | --- |
| Oče naš, Ti koji jesi - kako nas uče - na nebesi! K Tebi lete naši glasi Hrvatsku nam našu spasi. Sveto budi ime Tvoje, neka svaka usta poje; dođi k nama carstvo Tvoje, neka bude svakom svoje. Nek na zemlji ko na nebu nitko pravde željan nije, neka pjeva stvor Tvoj svaki koji piše, gradi, sije. Kruha, ruha daj da ima, nek ga bratac bratu dijeli; Život ljudski nek je svima, čitav svijet nek se veseli. I otpusti duge naše, sve zlo, svađe, Ti odstrani; praštat ćemo i mi rado, kad nam dođu bolji dani. To te, eto, Hrvat moli; dobri Otac svima budi, pravdu svoju dijeli svima, nek svi žive kao ljudi. Neka živi brat uz brata, neka živi rod Hrvata - i on nosi božji znamen; izbavi ga od zla, Amen! | Opet su jutros procvali u žitu makovi sneni, sve su nam njive ovili cvjetovi njihovi crveni! "Znaš li majko, majčice, kakvi su ono cvjetovi", po onim tamo njivama takovi divni - crveni? Gorki su, sinko, plodovi, čemer je ono procvao. Umjesto zlatne pšenice - korov je tamo niknuo! Seljak je polja stvarao, hajduk je svijetom harao: Oteo kmetu zemljicu, gazio njegovu pravicu! Baruni, grofovi vladali, španovi pravdu krojili, rabotat kmeta gonili, krvcu mu poljem sijali! Mnogo je kapi kapnulo, njegove krvi i znoja, ljeta ga duga mučile batine teške bez broja! Prokleo seljak zemljicu vražjih gospodara, niknuli crven-cvjetovi umjesto božjeg dara! Krvlju su kmetskom sijani, kletvama, bunom miješani suzama, znojem pojeni zato su tako crveni... | Betežen sem, Vmrti bo treba, duša s telom se raziti. Ma sad pred Boga-stvoritelja iti Neje me strah - Jednu sem dušu imel I obraz jen. To sem nanašal čez svet Pono bogečki je let... Za ništ na svetu nesem ju dal I v reštu za nju ja sem spal. Gledela je navek gdje Bogek stoluje, Koj se zna, i vidi, i čuje. A ludi kaj reču čisto je prav - - - Se je prešlo I iti bo na pot duša gori, a telo vu svoj kot. Križek na nebo gori bo gledel Slove na njemu rekle bodu pak: Ovdi počiva bedak Koj pravicu iskal je za ludi Halabučil Za nekoga nekaj i polučil, Štale i gnoja sam se je vžil Žohkega pehara ponoput pil A pesnik i puntar on je bil. |

## Anagram
- O Mihovilu Pavleku Miškini poznat nam je samo jedan anagram, onaj Borisa Nazanskog, objavljen u Izboru (Zagreb, 6. IV. 1989.):

PIŠEM... HVALIM OVAKVI LIK! (jn)

## Napomene
1. ↑  U spomenutom predgovoru Franje Gažija tvrdi se da je M. P. M. rođen 1889. godine.
2. ↑  Pjesma je uglazbljena, interpretiralo ju je nekoliko izvođača, među kojima i Six Pack, Alfi Kabiljo i Bolero.